# ملكة جمال الكون 1975
ملكة جمال الكون 1975 هي مسابقة ملكة جمال الكون الرابعة والعشرين في تاريخ مسابقة ملكة جمال الكون منذ انطلاقتها عام 1952، ، مسابقة التي عقدت في 19 يوليو 1975 في الملهى الوطني في سان سلفادور ، السلفادور. في نهاية الحدث فازت آن ماري بوتامو من فنلندا ، مما جعلها ثاني فنلندية تفوز بلقب ملكة جمال الكون بعد آريمي كوسيلا ، الذي كانت أول فائزة بمسابقة ملكة جمال الكون في عام 1952. بعد استقالة الأسباني أمبارو مونيوز في العام السابق ، توجت من قبل ملكة جمال الكون 1972 ، كيري آن ويلز من أستراليا.
إلا أن الخلفية السياسية لمسابقة ملكة جمال الكون لعام 1975 لم تكن سعيدة. وفقا لصحيفة نيويورك تايمز ، 5 أغسطس ، «بينما شاهد جمهور تلفزيوني في جميع أنحاء العالم شواطئ السلفادور المشمسة قبل نهائيات» ملكة جمال الكون «في 19 يوليو ، تم استدعاء الجنود المدججين بالسلاح خارج الكاميرا لوقف المظاهرات من قبل الطلاب الذين يحتجون على إنفاق الحكومة على 1 مليون دولار في المسابقة». وقعت احتجاجات في سانتا آنا وسان سلفادور. مرة أخرى ، من صحيفة نيويورك تايمز: «وفقًا للحكومة العسكرية ، التي زعمت أن المسيرة كانت جزءًا من» مؤامرة شيوعية «، قُتل شخص وجرح خمسة واعتقل 11 شخصًا ، لكن وفقًا لما ذكره الطلاب ، فإن 12 شخصًا على الأقل قُتل و 20 جريحًا واعتُقل 40».

شهد هذا العام أيضًا المرة الأولى في التاريخ التي تتنافس فيها جميع المناطق الأمريكية الخمسة في مسابقة ملكة جمال الكون مع ملكة جمال الولايات المتحدة الأمريكية. ومع ذلك ، تنافست جزر ماريانا الشمالية كمنطقة جغرافية لميكرونيزيا بدلاً من الإقليم الفردي نفسه ، ولكن بعد ذلك فقط ، بدأت المنطقة في التنافس على أنها ملكة جمال ماريانا الشمالية بعد ذلك بعام.

## النتائج

### المراكز النهائية
| النتائج النهائية     | المتنافسة |
| -------------------- | --- |
| ملكة جمال الكون 1975 | - فنلندا - آن ماري بوتامو |
| الوصيفة الأولى       | - هايتي - جيرثي ديفيد |
| الوصيفة الثانية      | - الولايات المتحدة - سمر بارثولوميو |
| الوصيفة الثالثة      | - السويد - كاثرينا سجودال |
| الوصيفة الرابعة      | - الفلبين - روز ماري بروساس |
| أفضل 12              | - البرازيل - إنغريد بوداغ - كولومبيا - مارثا اشفيري - السلفادور - كارمن فيغيروا - إنجلترا - فيكي هاريس - أيرلندا - جولي فارنهام - إسرائيل - اوريت كوبر - اليابان - ساشيكو ناكاياما |

## المتسابقات
- الأرجنتين - روزا ديل فالي سانتيلان
- أروبا - مارتيكا باميلا براون
- أستراليا - جينيفر ماثيوز
- النمسا - روزماري هولزشوه
- البهاما - سونيا تشيبمان
- بلجيكا - كريستين ديلميل
- بليز - ليزا لونغسوورث
- برمودا - دونا لويز رايت
- بوليفيا - جاكلين جامارا سكيت
- البرازيل - إنغريد بوداج
- كندا - ساندرا مارغريت إميلي كامبل
- تشيلي - راكيل أرغاندونا
- كولومبيا - مارثا لوسيا إتشيفري تروجيلو
- كوستاريكا - ماريا دي لوس أنجلوس بيكادو غونزاليس
- كوراساو - ياسمين فرايتس
- الدنمارك - فريدريكسن بيريت
- جمهورية الدومينيكان - ميلفيا ترونكوسو
- الإكوادور - آنا ماريا وراي سالاس
- السلفادور - كارمن إيلينا فيغيروا
- انجلترا - فيكي هاريس
- فنلندا - آن ماري بوتامو
- فرنسا  - صوفي سونيا بيرين
- ألمانيا - سيغريد سيلك كلوزه
- اليونان - أفروديتي كاتسولي
- غوام - ديبورا ليزاما ناك
- غواتيمالا - إيمي إليفيا أباسكال
- هايتي - غيرتي ديفيد
- هولندا - ليندا أدريانا سنيبي
- هونغ كونغ - ماري تشيونغ
- أيسلندا - هيلجا إلدون جونسون
- الهند - ميناكشي كورباد
- اندونيسيا - ليديا أرليني وهاب
- أيرلندا - جولي آن فارنام
- إسرائيل - أوريت كوبر
- إيطاليا - ديانا سلفادور
- جامايكا - جيليان لويز أنيت كينج
- اليابان  - ساتشيكو ناكاياما
- كوريا الجنوبية - سيو يونغ أوك
- لبنان  - سعاد نشول
- ليبيريا - أوريليا سانشو
- لوكسمبورغ - ماري تيريز ماندرشيد
- ماليزيا - أليس تشيونغ
- مالطا - فرانسيس بيس سينتار
- موريشيوس - نيرمالا سوهون
- المكسيك - ديليا سيرفين نييتو
- ميكرونيزيا - إيلينا ديلونجر توموكان
- المغرب - بادية الصالحي
- نيوزيلندا - باربرا آن كيركلي
- نيكاراغوا - ألدا ماريتسا سانشيز
- بنما - أنينا هورتا توريخوس
- باراغواي - سوزانا بياتريس فير فيريرا
- بيرو - أولغا لورديس بيرنينزون ديفيسكوفي
- الفلبين - روز ماري «تشيكوي» سينغسون بروساس
- بورتوريكو - لوريل ديل كارمن كارمونا خوان
- ساموا الأمريكية - دارلين شوينكه
- اسكتلندا - ماري كيركوود
- سنغافورة - سالي تان
- جنوب أفريقيا - جيل أنتوني
- إسبانيا - شيلو مارتن لوبيز
- سريلانكا - شياما هيرنيا ألجاما
- السويد - كاتارينا سغودال
- سويسرا - بياتريس أشواندين
- تايلاند - وانليا ثوناوانيك
- ترينيداد وتوباغو - كريستين ماري جاكسون
- تركيا - سيزين توبتشولو
- أوروغواي - إيفلين رودريغيز
- الولايات المتحدة - سمر بارثولوميو
- فنزويلا - ماريتزا بينيدا مونتويا
- جزر العذراء الأمريكية - جوليا فلورنسيا والاس
- ويلز - جورجينا كيرلر
- يوغوسلافيا - ليديا فيرا مانيتش

## الروابط الخارجية
- موقع ملكة جمال الكون الرسمي